# Rhamphomyia cyanogaster
Rhamphomyia cyanogaster är en tvåvingeart som beskrevs av Wheeler och Axel Leonard Melander 1901. Rhamphomyia cyanogaster ingår i släktet Rhamphomyia och familjen dansflugor. Inga underarter finns listade i Catalogue of Life.